# Богослужебна каплиця (Шманьківці)
Богослужебна каплиця в Шманьківцях — греко-католицька (УГКЦ) каплиця в селі Шманьківцях Заводської громади Чортківського району на Тернопіллі.
Кожного року дві конфесії (греко-католики та православні) проводять відправи на Великдень.

## Історія
Збудована 1890 року.

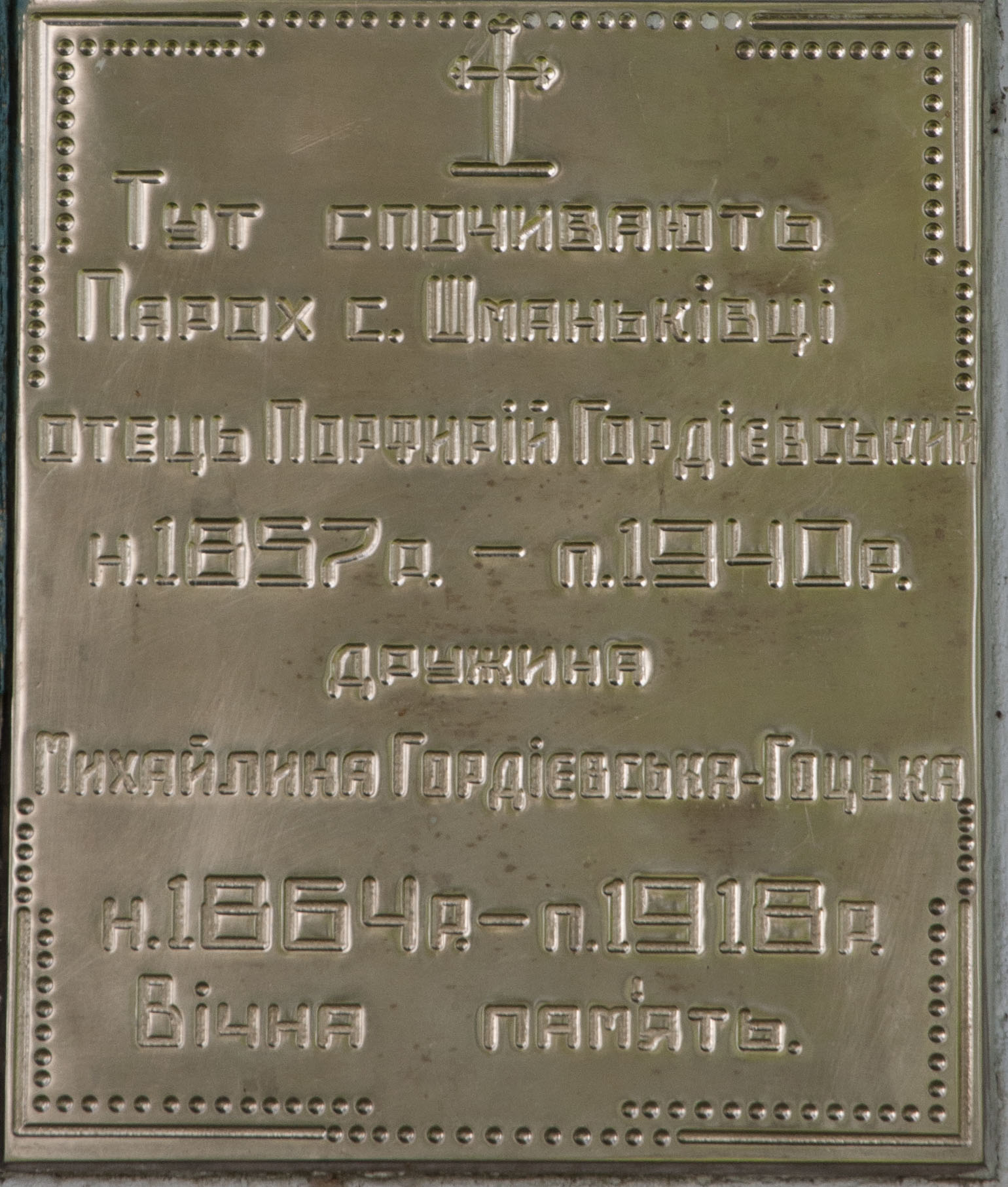
Таблиця, яка встановлена на фасаді каплиці

У 2016 році було зроблено ремонт всередині так і з зовні, перекрито дах металочерепицею.
У середині каплиці похований о. Порфирій Гордієвський зі своєю дружиною Михайлиною Гордієвською-Гацькою.